# Periphery
Periphery es una banda estadounidense de metal progresivo, de Bethesda, Maryland, formada en 2005 por el guitarrista Misha Mansoor. Esta banda es conocida por su sonido innovador, pesado, muy moderno y progresivo, en el que incluyen patrones polirrítmicos y notas agudas.

## Historia

### Formación y cambios recientes (2005–2009)
Periphery fue formado por el guitarrista Misha Mansoor en 2005, quien obtuvo una gran reputación en internet. Antes y durante su estancia en la banda, Mansoor desarrolló su proyecto en solitario.
Mansoor estuvo involucrado en proyectos, como Haunted Shores, Originalmente, Misha tocaba la batería en directo, pero se cambió con la entrada de Travis Orbin. La banda también tenía dos guitarristas, hasta que Jake Bowen entró a la banda en 2007[cita requerida]. Entre 2005 y 2009, Periphery trabajó con cantantes como Jake Veredika, Casey Sabol y Chris Barretto, moviéndose a un sonido más melódico influenciado por Meshuggah.
Periphery ha hecho bastantes conciertos desde 2008, ayudando a artistas como DevilDriver, The Tony Danza Tapdance Extravaganza[cita requerida], Veil Of Maya, Animals as Leaders, God Forbid, Darkest Hour, The Dillinger Escape Plan, Fear Factory, Between the Buried and Me, y Fair to Midland.

### Spencer Sotelo, Matt Halpern y Periphery (2010–2011)
En 2009, la banda reemplazó a Travis Orbin por Matt Halpern. En enero de 2010, Sumerian y Periphery anunció el 20 de abril como la fecha de salida del álbum Periphery, distribuido por Sumerian Records en los Estados Unidos, Distort Records en Canadá y Roadrunner Records en Australia y el resto del mundo. El 20 de enero de 2010, cambiaron de cantante por Spencer Sotelo, un nativo de San Diego.
Periphery lanzó su álbum Periphery, a través de Sumerian Records el 20 de abril de 2010. Debutó en el número 128 en el top 200 de Billboard, y en el número 2 en Billboard Heatseekers. El primer tour liderado de la banda fue
“League Of Extraordinary Djentlemen Tour”, que tuvo apoyo de TesseracT. La banda pasó por algunos problemas de salud durante el tour; Spencer Sotelo tuvo Bronquitis y no fue capaz de soportar la actuación entera. Jake Bowen se rompió un dedo en la primera semana y no pudo tocar en todo el tour, aunque se recuperó para los dos últimos conciertos.
El 22 de marzo, Periphery lanzó un cover de One de Metallica, que fue grabada para el videojuego Homefront de descarga gratuita.

### Icarusy la entrada de Adam "Nolly" Getgood y Mark Holcomb (2011-2012)

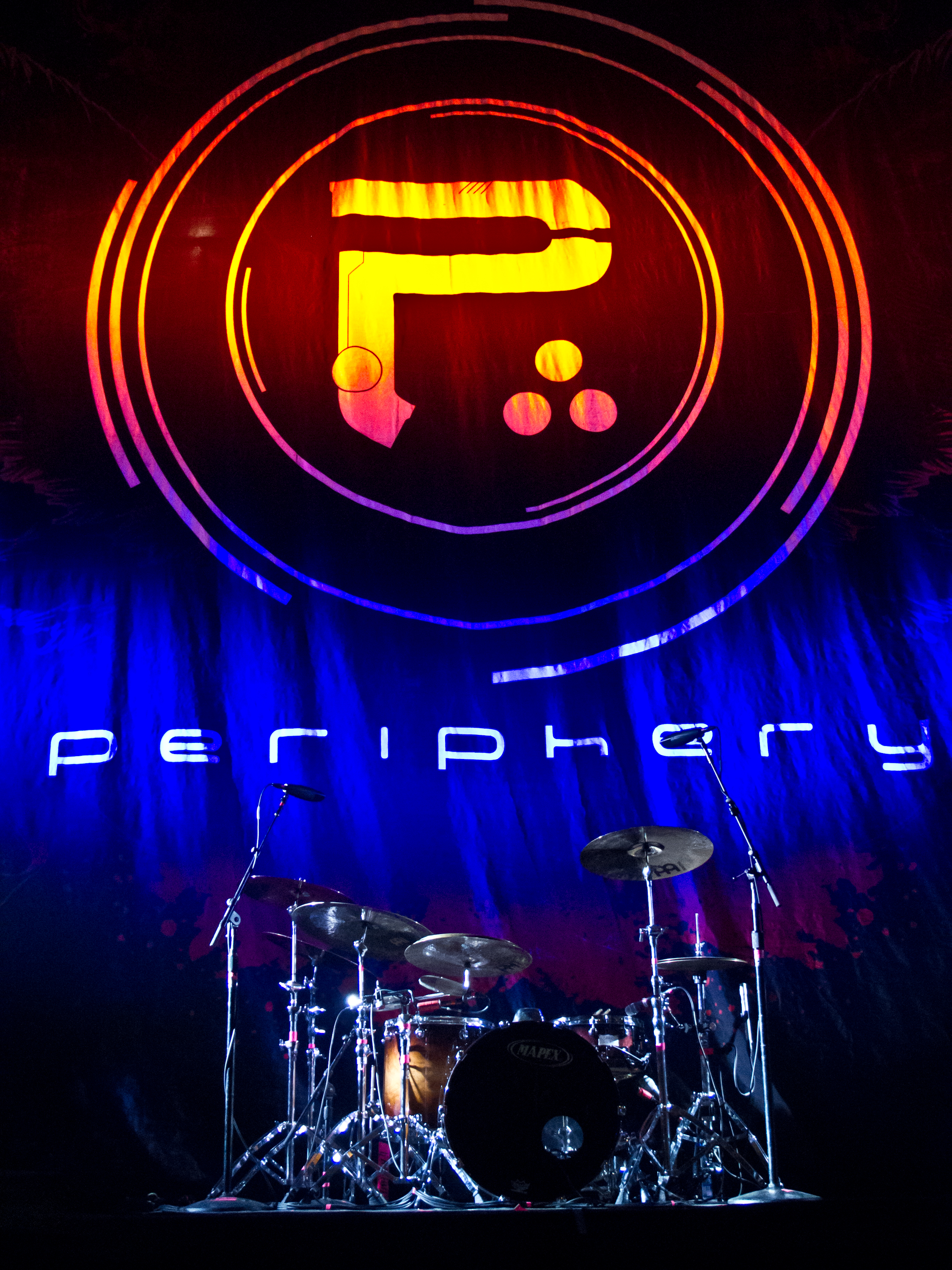
Antes del concierto.

El 19 de enero de 2011, el videoclip de "Jetpacks Was Yes!" fue colgado en NME. El video es una reestructurada versión de la canción, que fue posteriormente añadida a "Icarus". Su primer sencillo del EP fue "Frak the Gods", expuesto el 24 de marzo.
El 6 de julio de 2011, Periphery anunció que el guitarrista Alex Bois abandonó el grupo. Aun así, no cambiaron los esquemas del tour, sino que contrataron a Mark Holcomb y a Adam "Nolly" Getgood para sustituirle temporalmente en las actuaciones en directo.
El 7 de septiembre de 2011, Fueron los teloneros de Dream Theater en la etapa europea de A Dramatic Turn of Events Tour que empezó en enero de 2012. En octubre de 2011, La banda anunció que Mark Holcomb era el nuevo guitarrista, y en noviembre, el bajista Tom Murphy dejó de banda.
El 21 de febrero de 2012, La banda sacó su álbum con un nuevo sencillo en iTunes llamado "Passenger". Fue una versión regrabada de la canción "Haunted Shores".

### Periphery II: This Time It's Personal(2012-2013)
Periphery entró al estudio para trabajar en su siguiente álbum, partiendo de los demos de "Bulb" al igual que con nuevo material compuesto por toda la banda. Los siguientes proyectos incluirán el uso de elementos orquestales. El álbum fue producido por Misha y Adam "Nolly" Getgood y editado y mezclado por Taylor Larson.
El nuevo álbum Periphery II fue publicado en streaming a través YouTube el 27 de junio de 2012. Horas después, la banda anunció que Adam "Nolly" Getgood se uniría oficialmente a la banda como bajista. Jeff Holcomb, el bajista en los conciertos, continuó tocando con ellos en el tour Summer Slaughter hasta que tuvo que dejar la banda debido a una enfermedad genética, pero Getgood tomó su lugar en las actuaciones en directo.

### Clear(2013-2014)
El 3 de diciembre de 2013, Periphery anuncia su nuevo experimento musical llamado "Clear" junto con un pequeño teaser, la misma banda explicó lo siguiente: “Es raro que todos los miembros de tu banda sean capaces de componer, grabar y producir canciones. Cada miembro tendrá control absoluto de su propia canción lo que nos hace capaces de llegar a todos los aspectos musicales posibles“.
Posteriormente el 14 de enero de 2014 ponen en streaming, a través del canal de YouTube de su discográfica Sumerian Records, su nuevo proyecto fue lanzado en forma física el 28 de enero de 2014.
El 25 de marzo de 2014, la banda lanza Only If For A Night que es una versión del tema de Florence and the Machine, este nuevo tema pertenece al álbum tributo Sumerian Ceremonials: Florence + The Sphinx que será lanzado el 13 de mayo de 2014, aparecen artistas como Born Of Osiris, Ben Bruce (Asking Alexandria), Dead Letter Circus, Darkest Hour entre otras.

### Juggernaut (2014–2016)
"Juggernaut" es un concepto que la banda ha estado desarrollando durante varios años. Misha había escrito inicialmente una serie de demos al principio de la historia de Periphery, que eran secciones de una composición extendida planificada con el título "Juggernaut"; esta composición extendida contenía las canciones innovadoras de Periphery "Icarus Lives" y "Jetpacks was Yes" como algunas de sus secciones. La idea de una pieza extendida finalmente se eliminó y se desarrolló en un concepto que abarcaría todo un álbum.
Durante el ciclo del álbum de Periphery II, se planeó que Juggernaut se lanzaría 3-6 meses después de Periphery II como parte de un álbum doble. Sin embargo, este plan también se eliminó debido a los compromisos de gira de Periphery, empujando el lanzamiento a 2015. La banda retrasó la escritura y la preproducción aún más para tener tiempo para escribir y grabar Clear. A principios de julio de 2014, Periphery comenzó a rastrear y grabar canciones para Juggernaut.
En el Escape From The Studio Tour, el cantante Spencer declaró que Juggernaut había sido terminado y que sería lanzado en algún momento de enero de 2015 a través de Sumerian Records. El 5 de noviembre de 2014, Periphery anunció una gira en apoyo del nuevo disco, que fue lanzado el 27 de enero de 2015. Reveló que de hecho será un álbum doble, compuesto por Juggernaut: Alpha y Juggernaut: Omega, y que los actos de apoyo para la gira de lanzamiento del álbum a principios de 2015 serán Nothing More, Wovenwar y Thank You Scientist.

### Periphery III: Select Difficulty (2016-presente)
A principios de 2016, varios miembros de Periphery anunciaron en sus cuentas de redes sociales que están trabajando en un nuevo álbum. Matt Halpern anunció en su cuenta de Instagram que la batería del nuevo álbum sin título se rastreará en febrero de 2016. El 26 de abril de 2016, Periphery anunció en su página oficial de Facebook que su nuevo álbum se llamará "Periphery III: Select Difficulty" y que se lanzará el 22 de julio del mismo año. La primera canción nueva, "The Price Is Wrong", se lanzó el 25 de mayo, mientras que "Flatline" estuvo disponible para transmitirse en YouTube el 25 de junio. "Marigold", el primer video musical oficial del cuarto álbum de estudio, fue lanzado el 8 de julio. "Motormouth" y "The Way Goes..." fueron lanzados en YouTube el 14 y 15 de julio respectivamente, seguidos del lanzamiento de "Prayer Position" el 18 de julio. Además, la banda fue nominada en la 59.ª edición de los premios Grammy en la categoría de Mejor interpretación de metal por su canción "The Price Is Wrong".
Además, se anunció que Adam "Nolly" Getgood se centraría más en sus proyectos de producción personal y que no estaría de gira con Periphery.  La banda luego decidió usar las pistas de acompañamiento de Nolly para sus presentaciones en vivo. El 3 de agosto de 2017, Nolly anunció a través de Facebook su salida de la banda, afirmando su falta de inversión en Periphery, y su deseo de pasar más tiempo con su esposa, así como en la producción y en la batería de GetGood.

## Equipo

### Guitarras y amplificadores
En una entrevista con la revista Mixdown, Misha Mansoor discutió el sonido del grupo en directo; "Creo que la búsqueda del sonido ha terminado para nosotros con el Axe-FX. Ahora vamos directos. Ya nunca usamos amplificadores ni cables ni pedales. Tan solo tenemos un Axe-FX y una pedalera Fractal MFC... y vamos directamente con eso," dice Mansoor. En el campo de las guitarras, Mansoor usa: Bernie Rico Jr, Mayones guitars, Blackmachine, Strandberg, Jackson signature con pastillas Bare Knuckle, Ernie Ball, Ibanez, Decibel y Daemoness guitars. Jake Bowen usa guitarras Ibanez y pastillas DiMarzio. Antes, usaba una Caparison Applehorn con un Bare Knuckle War Pig con la pastilla del puente para algunas canciones. Mark Holcomb usa guitarras de MusicMan y se le ha visto usando una Caparison Angelus, una Ibanez RG1527 y una Carvin HF2 Fatboy anteriormente. Actualmente usa Paul Reed Smith signature con pastillas Seymour Duncar Alpha y Omega[cita requerida] Periphery usa Mackie, y tiene bastantes HD1221 para sus monitores en escena, llenando prácticamente el frente del escenario en algunas actuaciones.

### Afinaciones
La banda usa guitarras de 6, 7 y 8 cuerdas. La mayoría del material de 6 cuerdas está escrito en la afinación Drop C, el de 7 en Drop Ab/G#, y el de 8 en la afinación estándar.
"Totla Mad", "Frak the Gods", "Muramasa" y "Zyglrox" están en variaciones del Drop C, con la sexta cuerda afinada en Bb o en A. "Ragnarok" está en Drop G#, excepto la sexta cuerda, afinada en F#. "Racecar" utiliza otra afinación inusual, con la sexta cuerda en Drop en una guitarra de 7 cuerdas. "Scarlet" está afinada en una variación de C abierta.

### Batería
Matt Halpern utiliza baterías Mapex desde 2012. Usualmente usaba baterías de Yamaha y de Meinl.

### Bajo
Adam "Nolly" Getgood utiliza Bajos Dingwall, DarkGlass Electronics y Fractal Audio.

## Miembros
Miembros actuales
- Misha "Bulb" Mansoor — Guitarrista solista, productor (2005–present)
- Jake Bowen — Guitarrista, programador (2007–present), coros (2011–presente)
- Matt Halpern — Batería (2009–presente)
- Spencer Sotelo — Vocalista (2010–presente)
- Mark Holcomb — Guitarrista (2011–presente)

Miembros anteriores
- Jake Veredika — Vocalista (2005–2007)
- Casey Sabol — Vocalista (2007–2008)
- Travis Orbin – Batería (2005–2009)
- Chris Barretto — Vocalista (2008–2010)
- Alex Bois — Guitarrista, coros (2005–2011)
- Tom Murphy — Bajista, coros (2005–2011)
- Adam "Nolly" Getgood – Bajista, guitarrista, productor (2009, 2012–2017)

Miembros de Tour
- John Browne – Guitarrista (2011)
- Jeff Holcomb — Bajista (2012)
- JP Bouvet – Batería (2017–presente)

Línea del tiempo

## Discografía

### Álbumes de estudio
- Periphery (20 de abril de 2010)
- Periphery II: This Time It's Personal (3 de julio de 2012)
- Juggernaut: Alpha (27 de enero de 2015)
- Juggernaut: Omega (27 de enero de 2015)
- Periphery III: Select Difficulty (21 de julio de 2016)
- Periphery IV: Hail Stan (5 de abril de 2019)
- Periphery V: Djent Is Not a Genre (10 de marzo de 2023)

### EP
- The Icarus Lives EP (19 de abril de 2011)
- Clear (28 de enero de 2014)

### Sencillos
- Passenger (21 de febrero de 2012)
- Make Total Destroy (5 de junio de 2012)
- Scarlet (21 de febrero de 2013)
- Ragnarok (2 de octubre de 2013)
- "Alpha" (27 de enero de 2015) Top 50 Active Rock
- "The Bad Thing" (22 de abril de 2015)
- "Marigold" (8 de julio de 2016)